# Стрелец (съзвездие)
Вижте пояснителната страница за други значения на Стрелец.
Стрелец е съзвездие, видимо от северното полукълбо. То е част от зодиака и има знак ♐.
Името на съзвездието е превод от латинското му название – Sagittarius. Най-ярката звезда в съзвездието се нарича Каус Аустралис.

## Наблюдение
Слънцето влиза в знака на Стрелец на 23 ноември, а в съзвездието – 17 декември. Най-добри са условията за наблюдение на съзвездието през юни-юли.